# National Board of Review Award alla miglior sceneggiatura non originale
Il National Board of Review Award alla miglior sceneggiatura non originale (National Board of Review Award for Best Adapted Screenplay) è un premio assegnato dal 2003 dai membri del National Board of Review of Motion Pictures alla miglior sceneggiatura adattata da un testo preesistente di un film distribuito negli Stati Uniti nel corso dell'anno.
In precedenza esisteva un premio alla miglior sceneggiatura, che è stato assegnato solo episodicamente dal 1948 al 2002.

## Albo d'oro

### Anni 2003
- 2003: Anthony Minghella - Ritorno a Cold Mountain (Cold Mountain)
- 2004: Alexander Payne e Jim Taylor - Sideways - In viaggio con Jack (Sideways)
- 2005: Stephen Gaghan - Syriana
- 2006: Ron Nyswaner - Il velo dipinto (The Painted Veil)
- 2007: Ethan Coen e Joel Coen - Non è un paese per vecchi (No Country for Old Men)
- 2008: Simon Beaufoy - The Millionaire (Slumdog Millionaire) ex aequo Eric Roth - Il curioso caso di Benjamin Button (The Curious Case of Benjamin Button)
- 2009: Jason Reitman e Sheldon Turner - Tra le nuvole (Up in the Air)

### Anni 2010
- 2010: Aaron Sorkin - The Social Network
- 2011: Alexander Payne, Nat Faxon e Jim Rash - Paradiso amaro (The Descendants)[1]
- 2012: David O. Russell - Il lato positivo - Silver Linings Playbook (Silver Linings Playbook)[2]
- 2013: Terence Winter - The Wolf of Wall Street[2]
- 2014: Paul Thomas Anderson - Vizio di forma (Inherent Vice)[3]
- 2015: Drew Goddard - Sopravvissuto - The Martian (The Martian)[4]
- 2016: Jay Cocks e Martin Scorsese - Silence[5]
- 2017: Scott Neustadter e Michael H. Weber - The Disaster Artist[5]
- 2018: Barry Jenkins - Se la strada potesse parlare (If Beale Street Could Talk)[6]
- 2019: Steve Zaillian - The Irishman[7]

### Anni 2020
- 2020: Paul Greengrass e Luke Davies - Notizie dal mondo (News of the World)[8]
- 2021: Joel Coen - Macbeth (The Tragedy of Macbeth)[9]
- 2022: Edward Berger, Lesley Paterson e Ian Stokell - Niente di nuovo sul fronte occidentale (Im Westen nichts Neues)[10]
- 2023: Tony McNamara - Povere creature! (Poor Things!)[11]
- 2024: Clint Bentley e Greg Kwedar – Sing Sing[12][13]